# 安德里·拉菲塔
安德里·拉菲塔·埃尔南德斯（西班牙語：Andry Laffita Hernández，1978年3月26日—），古巴男子拳击运动员。他曾代表古巴参加2008年夏季奥林匹克运动会拳击比赛，获得男子51公斤级银牌。